# Thomas Biesemeyer
Thomas Biesemeyer detto Tommy (Plattsburgh, 30 gennaio 1989) è un ex sciatore alpino statunitense, vincitore della Nor-Am Cup nel 2011.

## Biografia

### Stagioni 2005-2011
Biesemeyer, specialista delle prove veloci originario di Keene nello Stato di New York, ha fatto il suo esordio in gare FIS il 18 dicembre 2004, giungendo 36º in uno slalom speciale a Sunday River. Due stagioni dopo, il 13 febbraio 2007, ha debuttato in Nor-Am Cup piazzandosi 52º nella discesa libera disputata a Big Mountain; il 15 dicembre 2008 ha colto a Panorama il suo primo podio nel circuito continentale nordamericano (3º in supergigante).
Il 27 novembre 2010 ha partecipato per la prima volta a una gara di Coppa del Mondo, chiudendo 43º nella discesa libera di Lake Louise, in Canada. Il 13 dicembre seguente ha ottenuto la sua prima vittoria in Nor-Am Cup, aggiudicandosi il supergigante tenutosi a Panorama; in quella stagione, oltre ad aver esordito anche in Coppa Europa (il 12 gennaio nella discesa libera di Patscherkofel, dove è stato 53º), ha vinto la Nor-Am Cup generale e la classifica di combinata.

### Stagioni 2012-2022
Il 24 febbraio 2012 ha colto a Crans-Montana i primi punti in Coppa del Mondo (30º in supergigante) e nella stagione seguente ha esordito ai Campionati mondiali: nella rassegna iridata di Schladming 2013 è stato 13º nel supergigante e non ha concluso slalom gigante e supercombinata; il 27 dicembre 2016 ha ottenuto a Santa Caterina Valfurva in supergigante il miglior risultato in Coppa del Mondo (8º) e ai successivi Mondiali di Sankt Moritz 2017, sua ultima presenza iridata, si è classificato 29º nella discesa libera e non ha completato il supergigante.
In Nor-Am Cup ha conquistato l'ultima vittoria il 19 marzo 2019 a Sugarloaf in discesa libera e l'ultimo podio il giorno successivo nella medesima località in supergigante (3º); ha preso per l'ultima volta il via in Coppa del Mondo il 28 dicembre dello stesso anno a Bormio in discesa libera (32º) e si è ritirato al termine della stagione 2021-2022: la sua ultima gara è stata una discesa libera FIS disputata l'11 marzo a Mittersill-Cannon Mountain. Non ha preso parte a rassegne olimpiche.

## Palmarès

### Coppa del Mondo
- Miglior piazzamento in classifica generale: 83º nel 2018

### Coppa Europa
- Miglior piazzamento in classifica generale: 36º nel 2018 e nel 2019
- 5 podi:
  - 1 vittoria
  - 1 secondo posto
  - 3 terzi posti

#### Coppa Europa - vittorie
| Data             | Località  | Paese  | Specialità |
| ---------------- | --------- | ------ | ---------- |
| 13 febbraio 2019 | Sarentino | Italia | DH         |

Legenda:

DH = discesa libera

### Nor-Am Cup
- Vincitore della Nor-Am Cup nel 2011
- Vincitore della classifica di combinata nel 2011
- 18 podi:
  - 4 vittorie
  - 6 secondi posti
  - 7 terzi posti

#### Nor-Am Cup - vittorie
| Data             | Località  | Paese       | Specialità |
| ---------------- | --------- | ----------- | ---------- |
| 12 dicembre 2010 | Panorama  | Canada      | SG         |
| 17 febbraio 2011 | Aspen     | Stati Uniti | SG         |
| 17 febbraio 2011 | Aspen     | Stati Uniti | SC         |
| 19 marzo 2019    | Sugarloaf | Stati Uniti | DH         |

Legenda:

SG = supergigante

DH = discesa libera

SC = supercombinata

### South American Cup
- Miglior piazzamento in classifica generale: 12º nel 2008
- 3 podi:
  - 1 secondo posto
  - 2 terzi posti

### Campionati statunitensi
- 4 medaglie[2]:
  - 2 ori (discesa libera nel 2012; discesa libera nel 2021)
  - 1 argento (supergigante nel 2011)
  - 1 bronzo (discesa libera nel 2013)